# Tarrafal de São Nicolau
Tarradal de São Nicolau – miasto w Republice Zielonego Przylądka, największe na wyspie São Nicolau. Miejscowość rozwinęła się z osady rybackiej. Główny port morski wyspy.